# Анна (фильм, 1988)
«А́нна» (нем. Anna) — фильм 1988 года, снятый в Германии.
Продолжение одноимённого молодёжного телесериала, премьера в Западной Германии состоялась 15 декабря 1988 года. Фильм снят по роману «Анна-балерина» (нем. Anna Balerina).

## Сюжет
Анна живёт с Райнером, который помог ей во время долгого лечения от полученной травмы. Он ревнует её к Дэвиду, занимающемуся в той же танцевальной группе, что и Анна.
Балетмейстер Анны, мадам д’Арбанвилль, считает, что Анна очень талантлива и желает, чтобы она продолжила обучение танцевальному мастерству в Нью-Йорке.
Но после смерти Дэвида от несчастного случая Анна подавлена и решает бросить занятия балетом. И опять Райнер приходит к ней на помощь, убеждая в обратном.

## В ролях
- Сильвия Зайдель — Анна Пельцер
- Патрик Бах — Райнер Хельвиг
- Джон Петерсон — Дэвид Сигал
- Милена Вукотич — Ирена Кралова
- Элеонора Хирт — Валентина Д’Арбанвиль
- Эберхард Файк — Штефан Пельцер
- Ронни Янот — Филлип Пельцер
- Антон Диффринг — Жорж Мамулье

## Съёмочная группа
- Режиссёр — Франк Штрекер (нем. Frank Strecker)
- Композитор — нем. Sigi Schwab
- Сценарист — нем. Justus Pfaue